# Château de Rumpenheim
Le château de Rumpenheim est un château situé à Offenbach-sur-le-Main en Allemagne.

## Historique
Le cœur du château actuel remonte à une demeure qui a été construite par Johann Georg Edelsheim Seiffert, chef du gouvernement du comté de Hanau, à partir de 1678. Il avait reçu Rumpenheim en 1674 de Frédéric-Casimir, comte de Hanau, comme fief, parce qu'il avait rendu de grands services à la restructuration financière du comté. 
Il a acheté plusieurs propriétés, ajoutées au château plus tard. Le manoir est devenu ensuite le bâtiment central du château reconstruit par Charles de Hesse-Cassel entre 1787 et  1788 avec trois corps de bâtiment, et au début du XIXe siècle avec les deux pavillons d'angle. Son fils Frédéric aménage le parc en parc paysager en 1839, construit des écuries en 1840 et de nouveaux communs une dizaine d'années plus tard.
Des hôtes prestigieux sont reçus au château, comme l'empereur François-Joseph, le tsar Alexandre III, les rois Christian IX et Frédéric VII de Danemark. C'est ici que le prince Guillaume de Schleswig-Holstein-Glücksbourg accepte le trône de Grèce en 1863, où il règnera sous le nom de Georges Ier.
Le château fait partie de la fondation de la Maison de Hesse après la Grande Guerre. Il est endommagé par des bombardements anglais en 1943 et des réfugiés y sont accueillis après la Seconde Guerre mondiale. La famille de Hesse-Cassel vend le château à la ville d'Offenbach en 1965. Il est restauré au cours des années 1970 jusqu'en 2002 et des appartements modernes de prestige y sont aménagés. Un festival du Moyen Âge s'y tient en été. 

## Source
- (de) Cet article est partiellement ou en totalité issu de l’article de Wikipédia en allemand intitulé « Rumpenheimer Schloss » (voir la liste des auteurs).